# Vladimir Resnitschenko
Vladimir Resnitschenko (n. 27 iulie 1965, Almaty, RSS Kazahă, URSS) este un scrimer ce a reprezentat Uniunea Republicilor Sovietice Socialiste, medaliat olimpic. A participat la 2 ediții ale Jocurilor Olimpice (1988, 1992) în care a câștigat o medalie de aur și o medalie de bronz.